# Saint-Jean-sur-Mayenne
Saint-Jean-sur-Mayenne é uma comuna francesa na região administrativa da Pays de la Loire, no departamento de Mayenne. Estende-se por uma área de 17,81 km². Em 2010 a comuna tinha 1 700 habitantes (densidade: 95,5 hab./km²).